# Slobozia Ciorăști (gmina)
Slobozia Ciorăști – gmina w Rumunii, w okręgu Vrancea. Obejmuje miejscowości Armeni, Jiliște i Slobozia Ciorăști. W 2011 roku liczyła 1699 mieszkańców.